# Kruszynnik (rejon miorski)
Kruszynnik – dawny folwark. Tereny na których leżał znajdują się obecnie na Białorusi, w obwodzie witebskim, w rejonie miorskim, w sielsowiecie Jazno.

## Historia
W czasach zaborów w powiecie dzisieńskim, w guberni wileńskiej Imperium Rosyjskiego.
W latach 1921–1945 folwark leżał w Polsce, w województwie wileńskim, w powiecie dziśnieńskim, w gminie Jazno.
Powszechny Spis Ludności z 1921 roku nie podał danych odnośnie do miejscowości. W 1931 w 2 domach zamieszkiwało 17 osób.